# Hickothepooh
Hickothepooh, född 2 juni 2012, är en norsk varmblodig travhäst. Han tränas av Kristian Malmin och körs av Vidar Hop. Han tränades fram till augusti 2021 av Trond Anderssen.

## Karriär
Hickothepooh började tävla i juli 2014, och har till maj 2021 sprungit in 3,2 miljoner norska kronor på 90 starter, varav 23 segrar, 13 andraplatser och 10 tredjeplatser. Han har tagit karriärens hittills största segrar i Finlandialoppet (2021), Ulf Thoresens Minneslopp (2021) och Silverdivisionens final (december 2020).
Den 9 maj 2021 blev Hickothepooh den sjunde hästen att bjudas in till 2021 års upplaga av Elitloppet på Solvalla, efter att ha segrat i Finlandialoppet.